# Amares
Amares es una villa portuguesa perteneciente al distrito de Braga, región de Minho, con más de 19 000 habitantes. Para efectos estadísticos, pertenece actualmente a la región Norte y comunidad intermunicipal del Cávado.
Es sede de un pequeño municipio con 81,86 km² de área y 18 591 habitantes (2021), subdividido en 16 freguesias. El municipio limita al norte y nordeste con el municipio de Terras de Bouro, al sureste con Vieira do Minho y Póvoa de Lanhoso, al sur con Braga y al noroeste con Vila Verde.

## Demografía
| Gráfica de evolución demográfica de Amares entre 1864 y 2021 |
|                                                              |
| Datos según el nomenclátor publicado por el INE portugués.   |

## Freguesias
Las freguesias de Amares son las siguientes:
- Amares e Figueiredo
- Barreiros
- Bico
- Caires
- Caldelas, Sequeiros e Paranhos
- Carrazedo
- Dornelas
- Ferreiros, Prozelo e Besteiros
- Fiscal
- Goães
- Lago
- Rendufe
- Santa Maria do Bouro
- Santa Marta do Bouro
- Torre e Portela
- Vilela, Seramil e Paredes Secas